# Frontopsylla lapponica
Frontopsylla lapponica är en loppart som först beskrevs av Nordberg 1935.  Frontopsylla lapponica ingår i släktet Frontopsylla och familjen smågnagarloppor. Inga underarter finns listade i Catalogue of Life.